# Stowarzyszenie Jazz Poznań
Stowarzyszenie Jazz Poznań powstało 29 maja 2015 roku w Poznaniu. Głównym jego celem jest propagowanie, inicjowanie i wspieranie wszelkich zjawisk kulturowych związanych z promocją muzyki jazzowej oraz gatunków pokrewnych. Organizacja działa nieustannie. Ma już za sobą realizacje wielu projektów.

## Projekty zrealizowane przez Stowarzyszenie Jazz Poznań
2015
- Festiwal Młodego Jazzu – projekt, który od 2015 roku odbywa się co roku w czerwcu. Pomysł zrodził się z potrzeby zwrócenia uwagi na wysoki poziom artystyczny i wyjątkowe kreacje twórcze młodych poznańskich artystów czerpiących inspirację z muzyki jazzowej i gatunków pokrewnych. Cykl koncertów i związanych z nimi wydarzeń organizowany przez Estradę Poznańską, Akademię Muzyczną im. I.J. Paderewskiego w Poznaniu i Stowarzyszenie Jazz Poznań, ma w zamierzeniu przybliżyć publiczności muzykę pełną młodej energii i komunikatywności. Niejednokrotnie koncerty prezentowane w ramach Festiwalu mają formę debiutów. Każda kolejna edycja Festiwalu Młodego Jazzu prezentować będzie zarówno kontynuację tradycji jazzowego mainstreamu jak i nowe, niespotykane wcześniej na polskich scenach projekty artystyczne oscylujące wokół stylistyk wywodzących się z jazzu, muzyki improwizowanej i rozrywkowej.
- Noce muzyki Improwizowanej to cykl kameralnych spotkań koncertowych, który z jednej strony nawiązuje do nocnych tajemnych zebrań poznańskich artystów z początku lat '50 XX wieku, z drugiej zaś strony odwołuje się do awangardowych dokonań polskiej muzyki improwizowanej ostatnich lat.[1]

2016
- Projekt "Jazzem we władzę ludową" zrealizowany w ramach obchodów 60. Rocznicy Poznańskiego Czerwca 1956 roku w dniu 28 czerwca 2016 roku[2][3].
- Projekt "Chrzest 966" – muzyka na trąbkę, organy i sekstet jazzowy w Katedrze Gnieźnieńskiej w dniu 30 lipca 2016 roku w ramach Królewskiego Festiwalu Artystycznego.
- Multimedialny koncert "Fortuna Plays Szymborska” w ramach festiwalu "Muzyka z Kórnika" z okazji 20. rocznicy nadania Wisławie Szymborskiej Nagrody Nobla w dziedzinie literatury w dniu 28 sierpnia 2016 roku.
- Projekt "Maciej Fortuna Słowiański – Koncert w wulkanie" – występ zespołu poznańskich artystów w stolicy Islandii połączony z realizacją pierwszego na świecie koncertu jazzowego wewnątrz wulkanu[4].
- Wydanie albumu "Tribute to Andrzej Przybielski Vol. 1" upamiętniającego bydgoskiego trębacza jazzowego, nagranego przez sześciu trębaczy (Maciej Fortuna, Marcin Gawdzis, Wojciech Jachna, Tomasz Kudyk, Piotr Schmidt, Maurycy Wójciński) z towarzyszeniem sekcji rytmicznej (Jakub Kujawa – gitara, Grzegorz Nadolny – kontrabas, Grzegorz Daroń – perkusja). Koncert premierowy odbył się 5 listopada 2016 roku w Miejskim Centrum Kultury w Bydgoszczy.[5]
- Wydanie albumu "Jerzy Milian – Music For Mr. Fortuna" zawierającego kompozycje Jerzego Miliana, w tym utwór dedykowany trębaczowi jazzowemu Maciejowi Fortunie oraz premiera aplikacji mobilnej Stretch Milian[6].

2017
- Premiera koncertowa albumu "Jerzy Milian – Music For Mr. Fortuna" w dniu 7 stycznia 2017 roku w Scenie na Piętrze[7].